# Esquièze-Sère
Esquièze-Sère (gaskognisch Esquiesa e Cèra) ist eine französische Gemeinde mit 417 Einwohnern (Stand 1. Januar 2022) im Département Hautes-Pyrénées in der Region Okzitanien; sie gehört zum Arrondissement Argelès-Gazost und zum Kanton La Vallée des Gaves.

## Lage
Die Gemeinde Esquièze-Sère liegt in den Pyrenäen an der Mündung des Bastan in den Gave de Pau, 20 Kilometer nördlich der Grenze zu Spanien. Das Gemeindegebiet ist Teil des Nationalparks Pyrenäen und Teil der Region Lavedan und dessen Unterregion Vallée de Barège.
Die Gemeinde besteht aus den Orten Esquièze, Lanne und Sère, dem Weiler Lacaret und einigen Einzelgehöften.

## Geschichte
Die beiden Ortsteile fanden erste Erwähnungen unter (Sère) Bernardus de Cera (1037/1040) respektive (Esquièze) Ezii Guilhermi de Squisa (im Kopialbuch von Bigorre  im 12. Jahrhundert). Im frühen Mittelalter wechselte die Herrschaft häufig (Westgoten, Basken, Franken, Sarazenen). Danach war der Ort jahrhundertelang unter der Herrschaft des Königreichs Aquitanien respektive des Herzogtums Gascogne. Von 900 bis 1609 gab es eine Grafschaft Bigorre innerhalb der vorgenannten Gebiete. Ein Untergebiet dieser Herrschaft war die Region Lavedan, der Esquièze-Sère zugehörig war. Im Hundertjährigen Krieg war Esquièze-Sère manchmal unter englischer, manchmal unter französischer Herrschaft. Von 1425 bis 1609 gehörte der Ort als Teil der Grafschaft Bigorre zur nur lose mit Frankreich verbundenen Grafschaft Foix. Weil der letzte Herrscher dieser Grafschaft, König Heinrich II. aus dem Hause Bourbon, 1589 den Thron von Frankreich (als Heinrich IV.) bestieg, waren die Orte der Region 1609 bis 1789 Krondomäne. Die Gemeinde gehörte von 1793 bis 1801 zum District Argelès. Zudem war sie von 1793 bis 2015 Teil des Kantons Luz-Saint-Sauveur. Mit Ausnahme der Jahre 1926 bis 1942 (Arrondissement Bagnères) war Esquièze-Sère seit 1801 Teil des Arrondissements Argelès-Gazost.  Bis 1846 war der Sère eine selbständige Gemeinde unter dem Namen Sère-Barèges (1836: 117 Einwohner).

### Bevölkerungsentwicklung
| Jahr                       | 1962 | 1968 | 1975 | 1982 | 1990 | 1999 | 2006 | 2012 | 2020 |
| Einwohner                  | 487  | 465  | 503  | 443  | 500  | 464  | 418  | 383  | 411  |
| Quellen: Cassini und INSEE |      |      |      |      |      |      |      |      |      |

## Sehenswürdigkeiten
- romanische Dorfkirche Saint-Nicolas in Esquièze (12. Jahrhundert); seit 1979 ein Monument historique[1]
- romanische Kirche Saint-Jean-Baptiste aus dem 11. Jahrhundert in Sère; seit 1914 ein Monument historique[2]
- Brunnen auf der Place de l’Arole
- Grande maison blanche aus dem Jahr 1818 an der Place de l’Arole

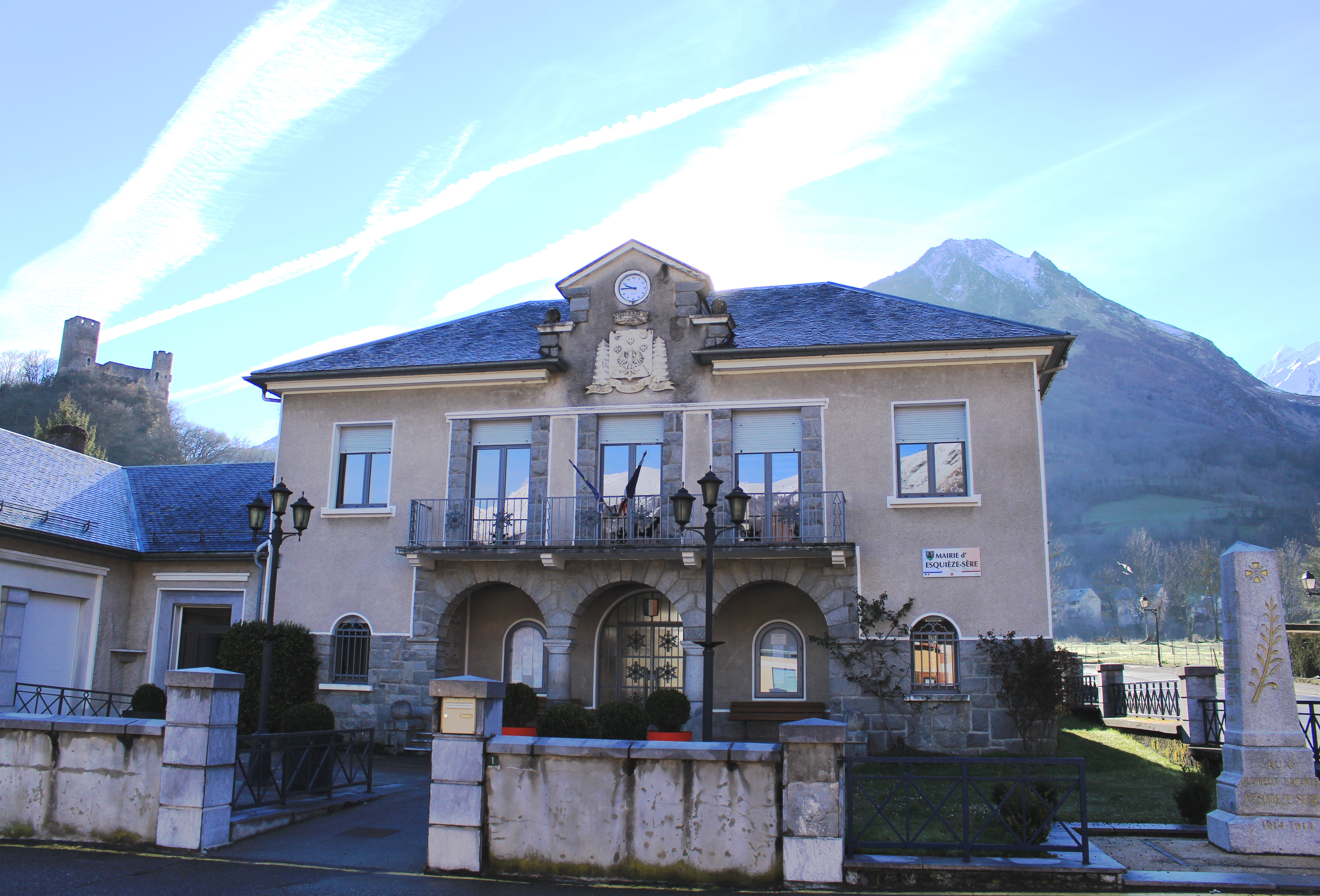
Rathaus (mairie)
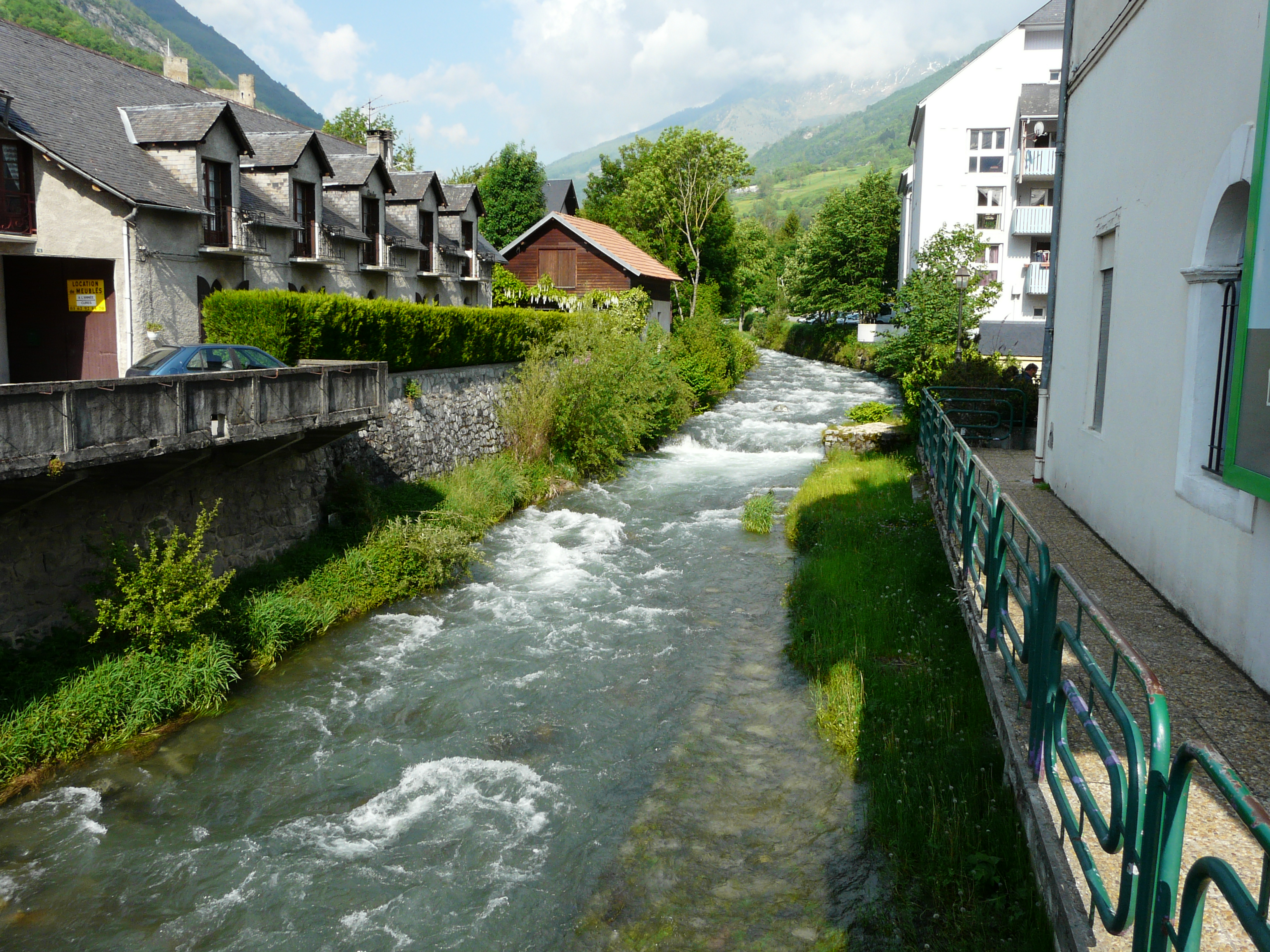
Der Fluss Bastan in Esquièze-Sère (links)
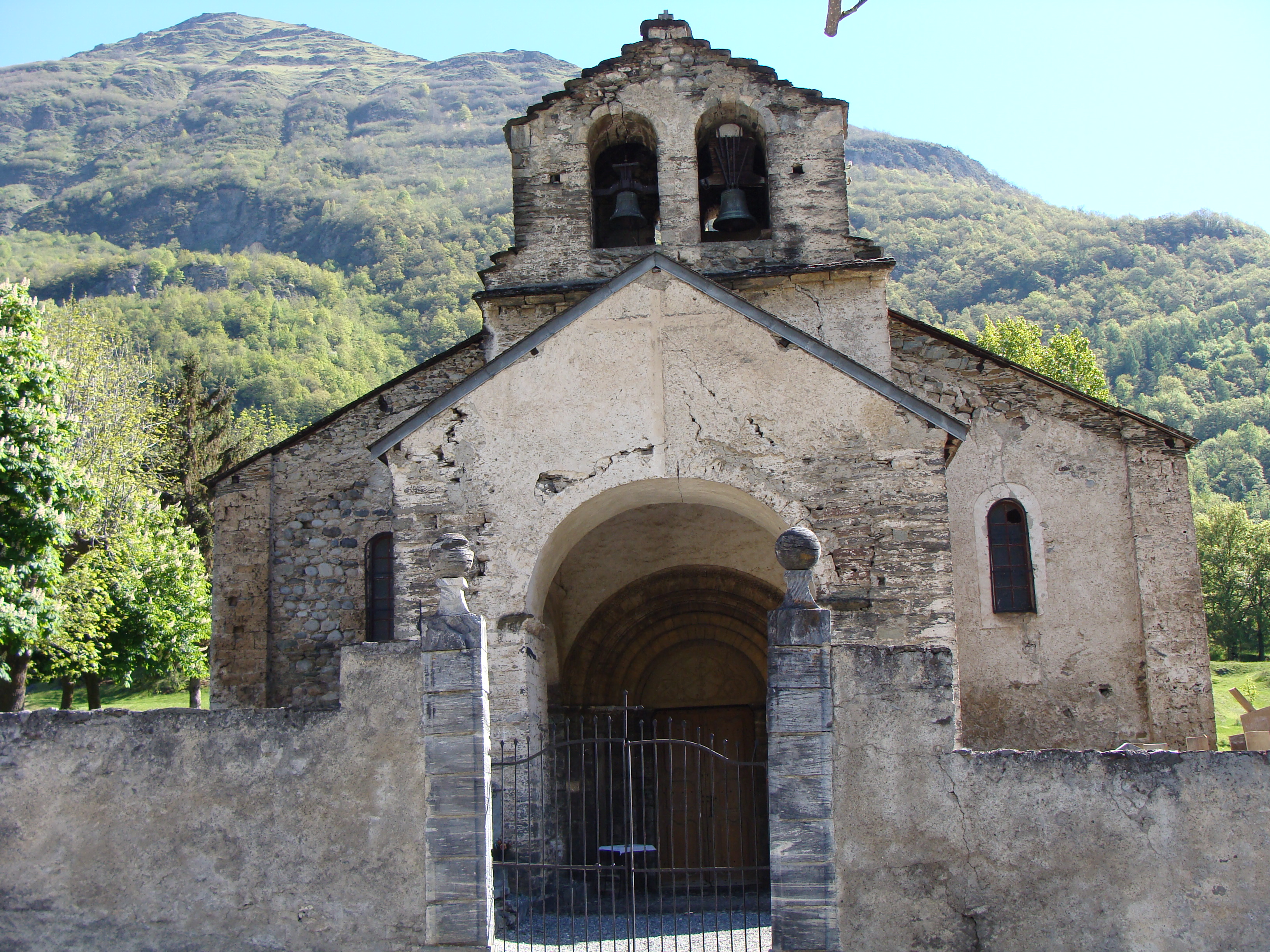
Kirche Saint-Jean-Baptiste in Sère
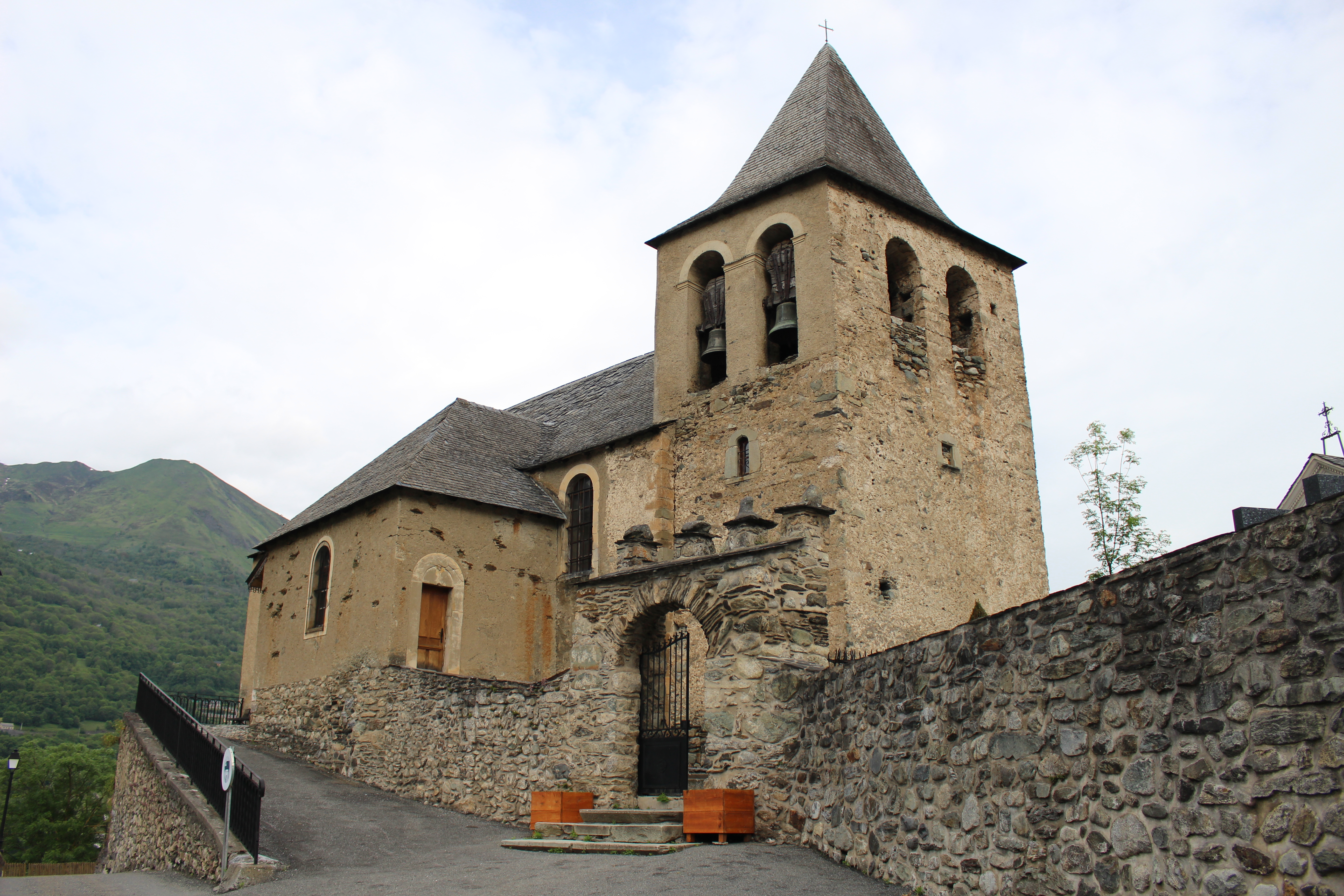
Kirche Saint-Nicolas in Esquièze
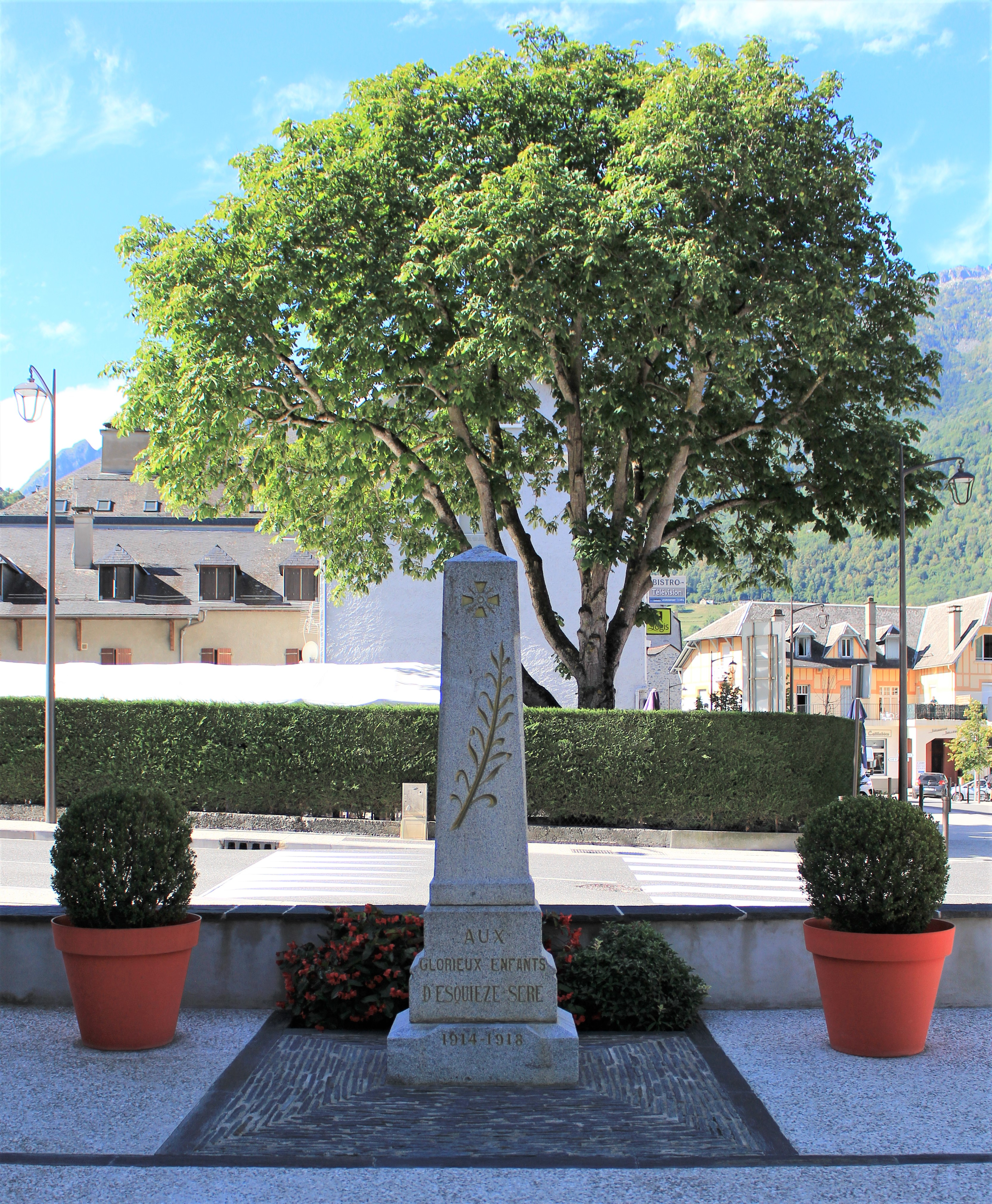
Gefallenendenkmal